# Futurama (New York-i világkiállítás)

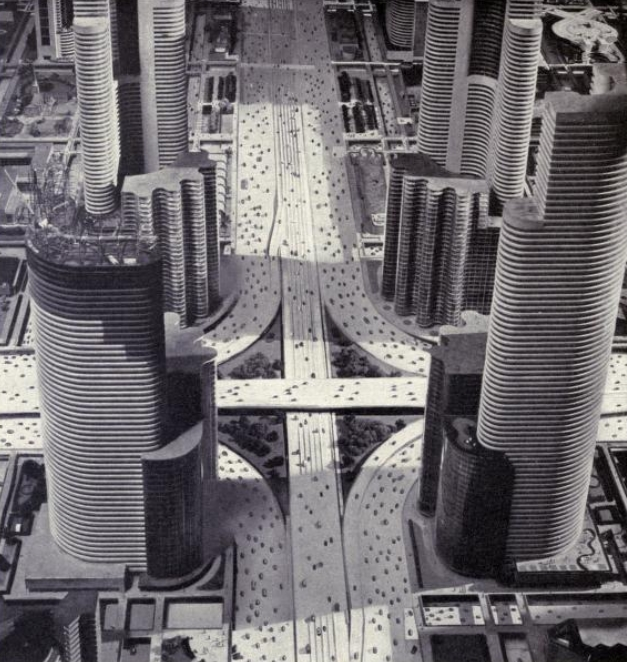
A Futurama dioráma részlete

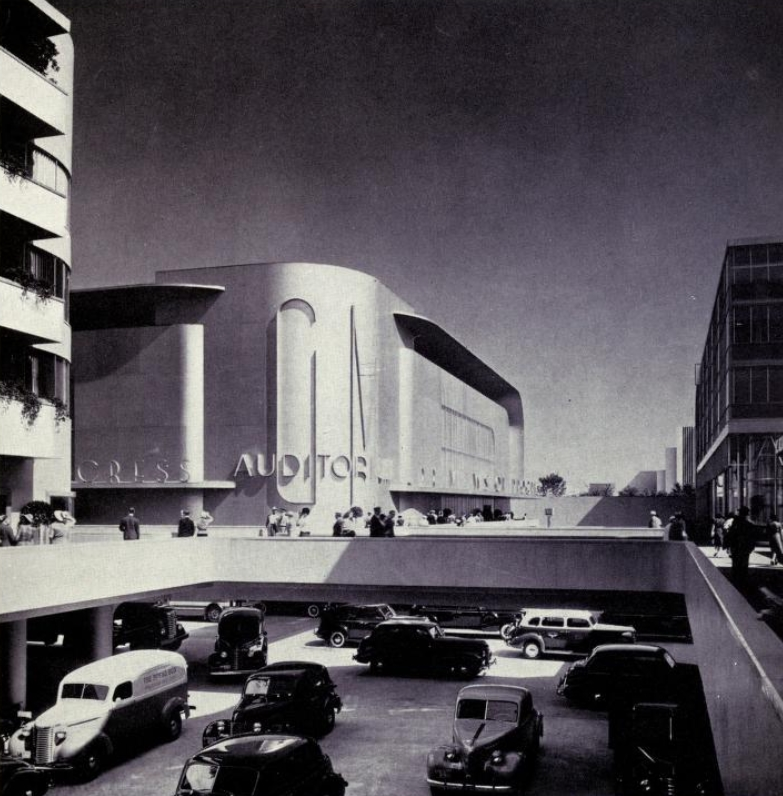
Teljes méretű Futurama utcai kereszteződés, 1939

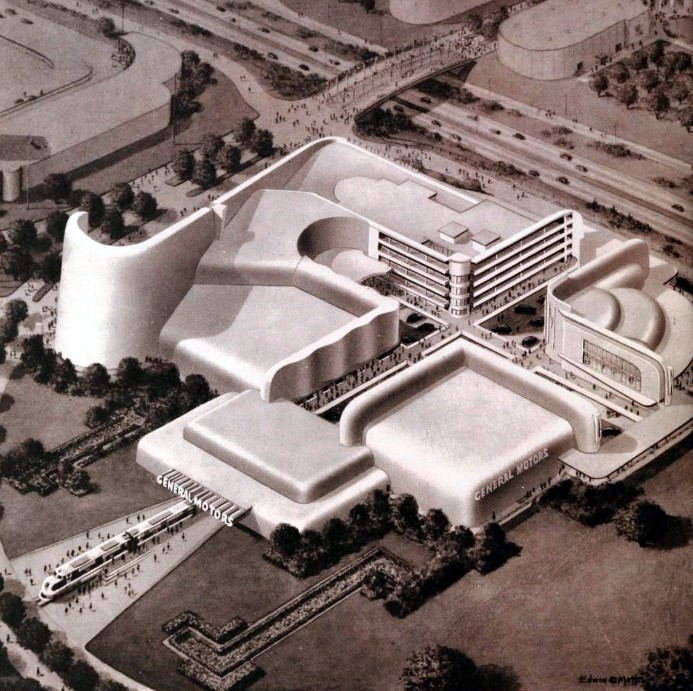
Illusztráció a Highways and Horizons épületéről, Edwin D. Mott, 1939

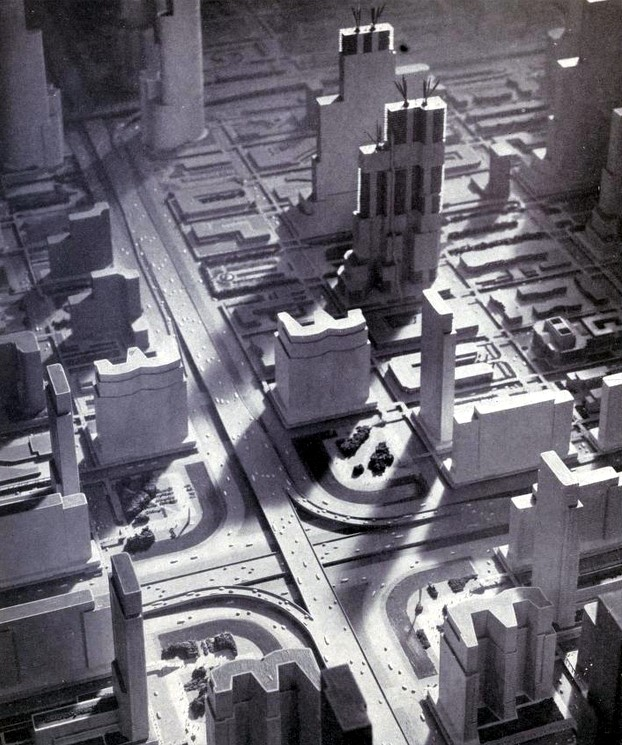
Shell Oil City of Tomorrow modell, 1936/37

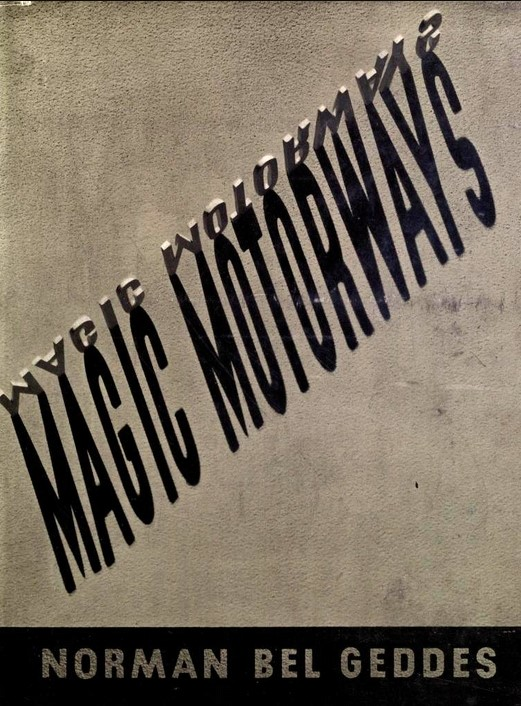
Magic Motorways plakát, Norman Bel Geddes, Random Ház, New York, 1940

A Futurama az 1939-es New York-i világkiállítás egyik bemutatója volt, amelyet Norman Bel Geddes tervezett, és a húsz évvel későbbi (1959–1960) Földnek egy lehetséges modellét kívánta bemutatni. A projektet a General Motors Corporation támogatta. A tervezetet automatizált autópályák és hatalmas külvárosok jellemezték.

## Háttér
Geddes az 1937-es Shell Oil hirdetési kampányhoz épített egy városmodellt, amelyet Shell Oil City of Tomorrow-nak neveztek, és gyakorlatilag a Futurama prototípusának mondható.

## Áttekintés
Geddes „jövőképe” meglehetősen megvalósítható volt; a legfejlettebb technológia az automatizált autópálya-rendszer volt, amelynek működő prototípusát a General Motors 1960-ra építette meg. Széles körben úgy tartják, hogy a Futurama mutatta be először az amerikai közönségnek az országot összekötő gyorsforgalmi utak hálózatának koncepcióját. Közvetlen kapcsolatot teremtett az Amerikában akkoriban népszerű áramvonalas stílus és a steady-flow koncepció között, amely ugyanebben az időszakban jelent meg az utca- és autópálya-tervezésben.
Geddes a Magic Motorways című könyvében így fejti ki tervét:

„A Futurama egy nagyméretű modell, amely Amerika szinte minden tereptípusát ábrázolja, és bemutatja, hogyan lehet lefektetni egy autópálya-rendszert az egész országban - hegyeken, folyókon és tavakon át, városokon keresztül és városok mellett -, soha le nem térve a közvetlen útvonalról, és mindig betartva az autópálya-tervezés négy alapelvét: biztonság, kényelem, sebesség és gazdaságosság.”

A modellezett autópálya-építés a jövőbe vetett reményt hangsúlyozta, mivel az akkori forgalmi torlódások megoldási javaslataként szolgált, és a következő 20 év autóipari növekedésével arányosan mutatta be a forgalom valószínűsíthető alakulását. Bel Geddes azt feltételezte, hogy az autó 1960-ban is a legelterjedtebb közlekedési eszköz lesz, bár megnövekedett járműhasználattal és sokkal nagyobb sebességre is képes forgalmi sávokkal.
A bemutatóba négy általános fejlesztési ötletet építettek be, hogy megfeleljen ezeknek a feltételezéseknek. Először is, minden útszakaszt úgy terveztek, hogy képes legyen nagyobb forgalmi kapacitást fogadni. Másodszor, az egyik irányban haladó forgalmat el lehetett különíteni a másik irányban haladó forgalomtól. Harmadszor, a forgalom elkülönítése a városok bizonyos egységekre való felosztásával korlátozta az autós forgalmat, és lehetővé tette a gyalogosok túlsúlyát. Negyedszer pedig a forgalomszabályozás magában foglalta a maximális és minimális sebességeket. Mindezek révén a kiállítás célja az volt, hogy a közvéleményt nagyobb lelkesedésre és támogatásra ösztönözze az utak és autópályák építő munkája és tervezése iránt.
A Futurama kiállítás népszerűsége szorosan illeszkedett a vásár "A holnap világa" általános témájához, mivel a jövőre és az amerikai táj újratervezésére helyezte a hangsúlyt. Az autópálya-rendszert egy 1 hektáros animált modell támogatta, amely egy olyan tervezett Amerikát ábrázolt, amely több mint 500 000 egyedileg tervezett épületet, 13 különböző fajból egymillió fát és körülbelül 50 000 autót tartalmazott, amelyek közül 10 000 egy 14 sávos, többsebességes interstate autópályán közlekedett. A kiállítás egy amerikai utópiát jövendölt meg, amelyet a legkorszerűbb technológiák széles választéka szabályoz: többsávos autópályák távirányítású félautomata járművekkel (a Geddes' Magic Motorways szerint ezeket a járműveket sávközéppont-, sávváltás- és vakfoltasszisztens rendszerrel kellene felszerelni), erőművek, mesterségesen termesztett növények farmjai, tetőtéri platformok magán repülőgépekhez és különféle kütyük, amelyek célja az ideálisan épített környezet kialakítása, és végső soron a társadalom reformja.
Geddes „jövője” a technológiai fejlődés szinonimája volt, a kiállításon szimulált alacsonyan repülő repülőgépes utazás során. A légi utazást egy 18 perces, futószalagon való utazással szimulálták, egyszerre 552 nézőt szállítva, és egy 500 méteres kanyargós utat tett meg a modellen, fény-, hang- és színeffektusokkal együtt. Az út körülbelül 37 m/perces vagy 2,19 km/h-s sebességgel mozgott, lehetővé téve a nézők számára, hogy egy ívelt üvegtáblán keresztül lenézzenek a modellre. Ennek a magasan fekvő helyzetnek az volt az előnye, hogy a nézők egyszerre több léptéket is láthattak, autópálya-rendszerrel arányos városrészeket, valamint üvegkupolákban mesterségesen szabályozott fákat. Ezt a méretarányt 408 topográfiai szelvényről modellezték, amelyek a Fairchild Aircraft Ltd. által az Egyesült Államok különböző régióiról készített légi felvételek alapján készültek.

## Fogadtatás
Mielőtt a General Motors felkérte Bel Geddest, hogy nyújtson be egy javaslatot a kiállításra, azt tervezték, hogy még egy gyártósort helyeznek üzembe, ahogyan az 1933-ban Chicagóban megrendezett Century of Progress kiállításon is szerepelt. Miután azonban meghallgatták Bel Geddes tervét, minden más tervet elvetettek, mivel úgy gondolták, hogy az ő vázlata egy sokkal szélesebb körnek kedvezne. A Futurama kiállítást ezt követően az 1939-es New York-i világkiállítás egyik fő látványosságaként mutatták be, mivel ez volt az "első számú sláger show". A közvélemény és a kritikusok egyaránt rendkívül érdekesnek tartották, az újságírók versengtek, hogy megfelelő szavakat találjanak Bel Geddes „leleményessége”, „merészsége”, „showmanship” és „zsenialitása” kifejezésére. Egy 1000 távozó vásárlátogatót megkérdező semleges felmérés szerint a General Motors kiállítása 39,4 pontot kapott, míg a Ford második helyezettje mindössze 8,5 pontot mint a legérdekesebb kiállítás. A Business Week így írta le a helyszínt:

„Naponta több mint 30 000 ember a bemutató befogadóképessége, de hosszú sorok kígyóznak a perzselő járdán, amíg el nem érik a székeket, amelyek a turisták paradicsomába szállítják őket. Egy átfogó úthálózat által kiszolgált városok, települések és vidékek jóslatát bontja ki.”

Jövőről alkotott elképzeléseit figyelemre méltó realizmusnak és közvetlenségnek tartották, különösen a nagy gazdasági világválságból lassan lábadozó, jólétre vágyó amerikai közönség számára. A Futurama 1960-as képzeletbeli tájképét akkoriban nem csupán újszerű fizikai térnek, hanem a jövő bepillantásának tekintették.

## Örökség
A General Motors pavilonja az 1964-es New York-i világkiállításon tartalmazott egy Futurama II-t, amelyet „Az új Futuramaként” is ismertek.
Az 1964-es változat 33,5 méter magas homlokzattal rendelkezett, amely az épület elejéhez közeledve a néző felé dőlt. Benne mozgó színházi ülések vitték a látogatókat egy multimédiás utazásra a világ jövőjébe. A 15 perces utazás után a látogatók egy futurisztikus modelleket és a General Motors jelenlegi termékeit bemutató terembe léptek ki.
Az 1965. októberi látogatottsági statisztika mintegy ötmillió látogatóval megdöntötte a kétéves időszakra vonatkozó régi, 1939-es rekordot, ami a világ bármely kiállításának legnagyobb látogatottsága volt.

## Fordítás
Ez a szócikk részben vagy egészben  a   Futurama (New York World's Fair) című angol Wikipédia-szócikk ezen változatának fordításán alapul.  Az eredeti cikk szerkesztőit annak laptörténete sorolja fel. Ez a jelzés csupán a megfogalmazás eredetét és a szerzői jogokat jelzi, nem szolgál a cikkben szereplő információk forrásmegjelöléseként.